# Bhimsen Joshi
Pour les articles homonymes, voir Joshi.
Pandit Bhimsen Gururaj Joshi (kannada: ಪಂಡಿತ ಭೀಮಸೇನ ಗುರುರಾಜ ಜೋಷಿ) (marathi: भीमसेन गुरुराज जोशी), né le 4 février 1922 à Gadag au Karnataka (Inde) et décédé le 24 janvier 2011 à Pune au Maharashtra (Inde),, est un chanteur renommé en Inde. Il est issu de l'école Kirana (en) gharânâ fondée par Sawai Gandharva (en) avec son cousin Abdul Waheed Khan (en), l'une des plus en vue de la musique hindoustanie, et est particulièrement connu pour sa pratique du khyal.

## Biographie
Bhimsen Joshi est né à Gadag dans le Karnataka, dans une famille Kannadiga (en). En 1933, à seulement 11 ans, Bhimsen quitte le domicile familial de son propre chef afin d'apprendre le chant via la tradition Guru-Shishya (Maître-Disciple). Il passe 3 ans à Gwâlior, Lucknow et Rampur dans le nord de l’Inde à la recherche d'un bon maître. Mais son père, parti à sa recherche, finit par le retrouver et le ramène au foyer.
En 1936, Rambhau Kundgolkar (en), connu sous le nom de Sawai Gandharva (en), accepte d'enseigner la musique hindoustanie à Bhimsen Joshi de 1936 à 1940. Ce dernier le quitte et s'impose un régime strict allant jusqu'à 16 heures de riyaz quotidien (pratique musicale).
Bhimsen Joshi se produit pour la première fois en concert à l'âge de 19 ans, puis sort son premier album un an plus tard, composé de quelques chants dévotionnels en kannada et hindi.
Plus tard, à la mémoire de son maître, il initie un festival annuel de musique classique (le Sawai Gandharva Music Festival (en)) qui se tient à Pune au mois de décembre.
Son fils, Sriniwas, est également chanteur et compositeur.
Il meurt à Pune le 24 janvier 2011 à 88 ans.

## Distinctions
- Maharashtra Bhushan award remis par le Gouvernement du Maharashtra
- Padma Shri en 1972
- Sangeet Natak Akademi Award en 1976
- Padma Bhushan en 1985
- Disque de platine en 1986
- Padma Vibhushan en 1999